# RTÉ2
RTÉ2是愛爾蘭廣播電視播出的一個免費無線電視頻道，以娛樂節目為主。愛爾蘭共和國98%的觀眾可以通過Saorview收看到RTÉ2的高畫質節目。北愛爾蘭的關注也可以通過Freeview收看到RTÉ2。RTÉ2開始播出於1978年11月2日，自2011年開始RTÉ2開始播出高畫質節目。